# Rudolf Steglich

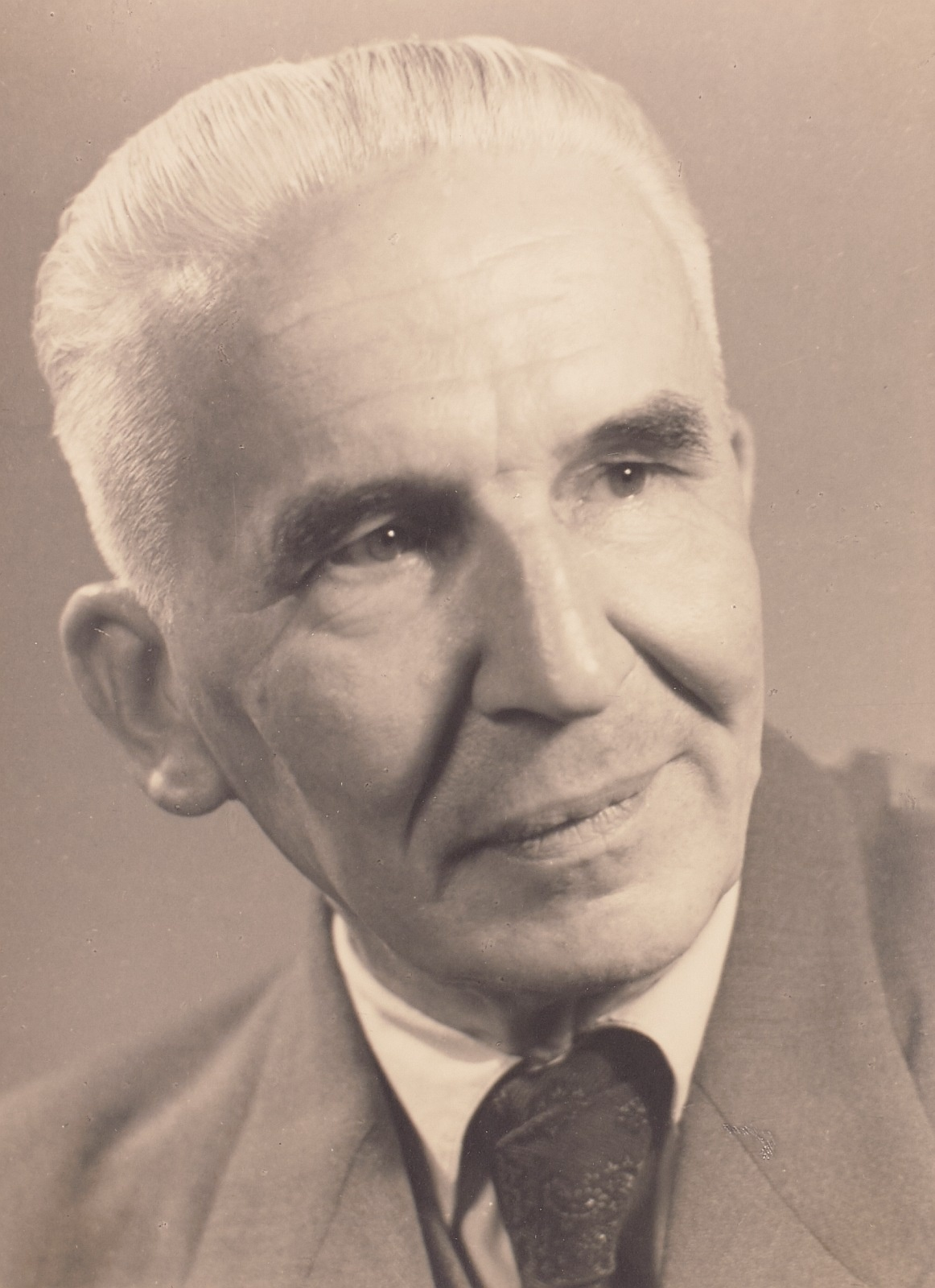
Rudolf Steglich (1955)

Rudolf Steglich (* 18. Februar 1886 in Rathsdamnitz, Kreis Stolp; † 8. Juli 1976 in Scheinfeld bei Nürnberg) war ein deutscher Musikwissenschaftler und Hochschullehrer, der vor allem zu Georg Friedrich Händel forschte.

## Werdegang
Steglich stammte aus der preußischen Provinz Pommern. Er erhielt zunächst in Dresden von 1900 bis 1906 Klavierunterricht beim Liszt-Schüler Bertrand Roth. Danach studierte er Musikwissenschaft bei Adolf Sandberger an der Ludwig-Maximilians-Universität München und bei Johannes Wolf an der Friedrich-Wilhelms-Universität zu Berlin. 1911 wurde er bei Hugo Riemann an der Universität Leipzig mit der Dissertation Die Quaestiones in musica. Ein Choraltraktat des zentralen Mittelalters und ihr mutmasslicher Verfasser Rudolf von St. Trond (1070-1138) zum Dr. phil. promoviert. Im Ersten Weltkrieg diente er als Soldat.
Von 1919 bis 1929 war er Musikreferent beim Hannoverschen Anzeiger und ab 1925 Musiklehrer am Konservatorium in Hannover.
Nach seiner Habilitation 1930 an der Universität Erlangen über Die elementare Dynamik des musikalischen Rhythmus wirkte Steglich in der Nachfolge von Gustav Becking als Privatdozent für Musikwissenschaft. Außerdem war er Vorstand des musikwissenschaftlichen Seminars. 1934 wurde er außerplanmäßiger Professor. Parallel war er von 1935 bis 1944 Dozent am Städtischen Konservatorium der Musik und an der Wirtschaftshochschule Nürnberg. Von 1936 bis 1940 gab er das Archiv für Musikforschung heraus. Er war einer der 26 Musikwissenschaftler, die an den Reichsmusiktagen 1938 in Düsseldorf, einer Veranstaltung der NS-Propaganda, teilnahmen. Nach 1945 lehrte Steglich in Erlangen bis zu seiner Emeritierung 1956.
Er forschte zur Musik des 18. und frühen 19. Jahrhunderts (Bach, Bachsöhne, Händel, Mozart, Beethoven und Schumann). In den 1920er Jahren trug er maßgeblich zur Händel-Renaissance bei. Von 1928 bis 1933 war er Herausgeber der Händel-Jahrbücher. 1939 publizierte er eine Monographie über Leben und Werk Händels. 1955 war er Gründungsmitglied (Vizepräsident), später Ehrenmitglied der Georg-Friedrich-Händel-Gesellschaft in Halle. Ab 1955 war er Mitherausgeber (mit Max Schneider) der Hallischen Händel-Ausgabe. Weiterführend sind auch seine Beiträge zur Rhythmuslehre und seine Überlegungen zur Musikwissenschaft und Musikpraxis. Zahlreiche seiner Beiträge erschienen in der Zeitschrift für Musik (ab 1922) und in Musica (ab 1948).

## Schriften (Auswahl)
- Die Quaestiones in musica (1911)
- Die elementare Dynamik des musikalischen Rhythmus (1931)
- Was weißt Du von Händel? (1931)
- Johann Sebastian Bach (1935)
- Mozarts Flügel klingt wieder (1937)
- Georg Friedrich Händel (1939)
- Robert Schumanns Kinderszenen (1949)
- Wege zu Bach (1949)
- Über die „kantable Art“ der Musik Johann Sebastian Bachs (1957)
- Georg Friedrich Händel (1960)
- Tanzrhythmen in der Musik Johann Sebastian Bachs (1962)